# Final Fantasy XIV: Hikari no Otōsan
Final Fantasy XIV: Hikari no Otōsan (ファイナルファンタジーXIV 光のお父さん, Fainaru Fantajī Fōtīn Hikari no Otōsan) é uma série de televisão japonesa dirigida por Teruo Noguchi e Kiyoshi Yamamoto e escrita por Kōta Fukihara, com base na publicação de blogue homónima do jogador Ichigeki Kakusatsu SS Nikki, sendo o primeiro drama em ato real japonês produzido sobre a franquia multimédia Final Fantasy XIV da Square Enix. Foi transmitida na Mainichi Broadcasting System entre 17 de abril e 29 de maio de 2017. A série foi transmitida nos países lusófonos por fluxo de média na Netflix em setembro de 2017.

## Elenco
- Yudai Chiba como Akio Inaba / Maidy
  - Ishizuka Shiou como Akio Inaba (criança)
  - Yoshino Nanjō como Maidy
- Ren Osugi como Hirotarō Inaba / Indy
  - Osugi Ren como Indy
- Mako Ishino como Kimiko Inaba
- Fumika Baba como Shōda Yōko
- Yoshihiko Hakamada como Takahiro Hakamada
- Hatsunori Hasegawa como Ōno Hajime
- Kentarō Shimazu como Kuriyama
- Imai Kōsuke como Otani
- Kowasaki Sae como Nishikawa
- Ajioka Chieri como Kondo
- Ryotaro como Fukatsu
- Honda Nao como Fujimoto
- Shida Masayuki como Iiyama
- Otsuka Hirota como Miyanishi
- Minako Kotobuki como Aru-chan
- Aoi Yūki como Kirin-chan
- Yuasa Kaede como Yukki
- Taishi Murata como Sero

## Episódios
| # | Título | Exibição original   |
| - | --- | ------------------- |
| 1 | "O renascimento de um vínculo (BR) O renascer de um vínculo (PT)" "erro em {{japonês}}: Texto em japonês ou romaji necessário (ajuda)"                            | 17 de abril de 2017 |
| 2 | "Dificuldades de principiantes (BR) Problemas de principiante (PT)" "erro em {{japonês}}: Texto em japonês ou romaji necessário (ajuda)"                          | 24 de abril de 2017 |
| 3 | "Nunca desista (BR) Nunca desistir (PT)" "erro em {{japonês}}: Texto em japonês ou romaji necessário (ajuda)"                                                     | 1 de maio de 2017   |
| 4 | "Problemas de casal (BR) Problemas matrimoniais (PT)" "erro em {{japonês}}: Texto em japonês ou romaji necessário (ajuda)"                                        | 8 de maio de 2017   |
| 5 | "O segredo do meu pai (BR) O segredo do pai (PT)" "erro em {{japonês}}: Texto em japonês ou romaji necessário (ajuda)"                                            | 15 de maio de 2017  |
| 6 | "A verdade (BR) A verdade (PT)" "erro em {{japonês}}: Texto em japonês ou romaji necessário (ajuda)"                                                              | 22 de maio de 2017  |
| 7 | "O guerreiro da luz (BR) O Guerreiro da Luz (PT)" "erro em {{japonês}}: Texto em japonês ou romaji necessário (ajuda)"                                            | 29 de maio de 2017  |
| 8 | "Episódio final: O vínculo eterno (BR) Episódio especial: A ligação eterna de Aru-chan (PT)" "erro em {{japonês}}: Texto em japonês ou romaji necessário (ajuda)" | 1 de junho de 2017  |